# Cheiracanthium bantaengi
Cheiracanthium bantaengi är en spindelart som beskrevs av Anna Maria Sibylla Merian 1911. Cheiracanthium bantaengi ingår i släktet Cheiracanthium, och familjen sporrspindlar.
Artens utbredningsområde är Sulawesi. Inga underarter finns listade i Catalogue of Life.